# نادین الراسی

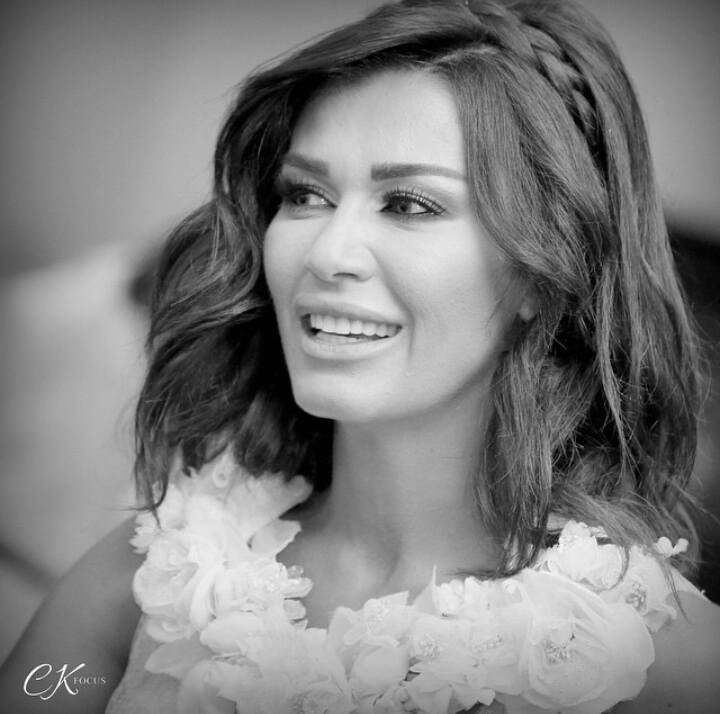

نادین الراسی (زاده ۴ سپتامبر ۱۹۷۹)، هنرپیشه لبنانی است که در رحبه، استان شمالی در لبنان به دنیا آمد. او برای بازی در سریال‌های «عصر الحریم»، سریال «جنایت عشق» که روی پرده‌های «روتانای مصر» و شبکه ماهواره‌ای «ال‌بی‌سی» لبنان به نمایش درآمد، شناخته شد.
نادین سه بار برنده جایزه نقش مورکس لبنان شد. او در سال ۲۰۰۷ برای بازی در سریال غنوجه بیا، در سال ۲۰۰۸ برای بازی در سریال پسر من و در سال ۲۰۰۹ و ۲۰۱۰ برای کار کلی خود برنده این جایزه شد.